# Harare City Football Club
El Harare City Football Club és un club zimbabuès de futbol de la ciutat de Harare.
Va ser fundat el 1989, pensat inicialment com un club per treballadors municipals per la lliga social, amb el nom de City of Harare FC. Més tard adoptà el nom Bhanya Mulenge FC (2000) i novament City of Harare FC (2002). El 2009 esdevingué Harare City FC.

## Palmarès
- Copa zimbabuesa de futbol[3][2]
  - 2015, 2017